# Roland Norer
Roland Norer (* 26. November 1968 in Wien) ist ein österreichischer Rechtswissenschafter.

## Leben
Er studierte Rechtswissenschaften an der Universität Wien (1994 Sponsion zum Magister iuris). Nach der Promotion 2000 zum Doktor iuris an der Universität Wien und der Habilitation 2005 an der Universität für Bodenkultur Wien (Verleihung der Lehrbefugnis für Verwaltungsrecht unter besonderer Berücksichtigung des Agrarrechts) lehrte er dort als Privatdozent und ab 2007 als außerordentlicher Professor an der Universität Luzern. Seit 2015 ist er Ordinarius für öffentliches Recht und Recht des ländlichen Raums an der Universität Luzern.
2005 wurde Norer mit dem Hans-Karl-Zeßner-Spitzenberg-Preis ausgezeichnet. 2006 erhielt er das Silberne Ehrenzeichen für Verdienste um die Republik Österreich. Im Folgejahr verlieh ihm das Comité Européen de Droit Rural (CEDR) den Prix d'Honneur. 2021 erhielt er die Ehrendoktorwürde der Universität Miskolc in Ungarn.